# Imperial (gioco)
Imperial è un gioco da tavolo in stile tedesco di Mac Gerdts pubblicato nel 2006  da PD-Verlag.
Scopo del gioco è guadagnare denaro attraverso la speculazione dei titoli obbligazionari (bond) delle diverse potenze. I giocatori assumono il ruolo di finanzieri internazionali che acquistano i bond delle sei grandi potenze nel contesto storico della Grande Guerra: Austria-Ungheria, Italia, Francia, Regno Unito, Germania e Russia. L'obbligazionista principale di una nazione ne assume il controllo e ne comanda la costruzione di Fabbriche, la produzione, l'importazione e lo spostamento di armate e navi, nonché la tassazione. Durante la partita passa di mano in mano una carta Investimento che permette l'acquisto di ulteriori bond. Per determinare le varie opzioni disponibili per una data nazione se ne sposta il segnalino su una ruota stampata sulla plancia. Dato il successo riscosso, nel 2009 è stato pubblicato Imperial 2030 che riprende le meccaniche di Imperial portandole su scala mondiale.
Imperial ricorda il gioco da tavolo Diplomacy per quanto riguarda la mappa (molto simile), le unità militari, le potenze in gioco (le stesse, ad eccezione della Turchia) e la possibilità di instaurare alleanze e tradimenti tra i giocatori, tuttavia se ne discosta fortemente per quanto riguarda le meccaniche, i turni, le battaglie e lo scopo del gioco.

## Storia e sviluppo
Imperial venne inizialmente pubblicato nel 2006 in Germania. In seguito è stato tradotto in lingua inglese e commercializzato negli Stati Uniti. Nel 2007 Imperial ha ricevuto il titolo "gioco raccomandato" dello Spiel des Jahres.
Nel 2010 è stata distribuita una terza versione del gioco, che aggiunge un bond da 30 milioni per ogni potenza e la "Banca Svizzera" per i giocatori che momentaneamente non guidano una nazione.

## Descrizione

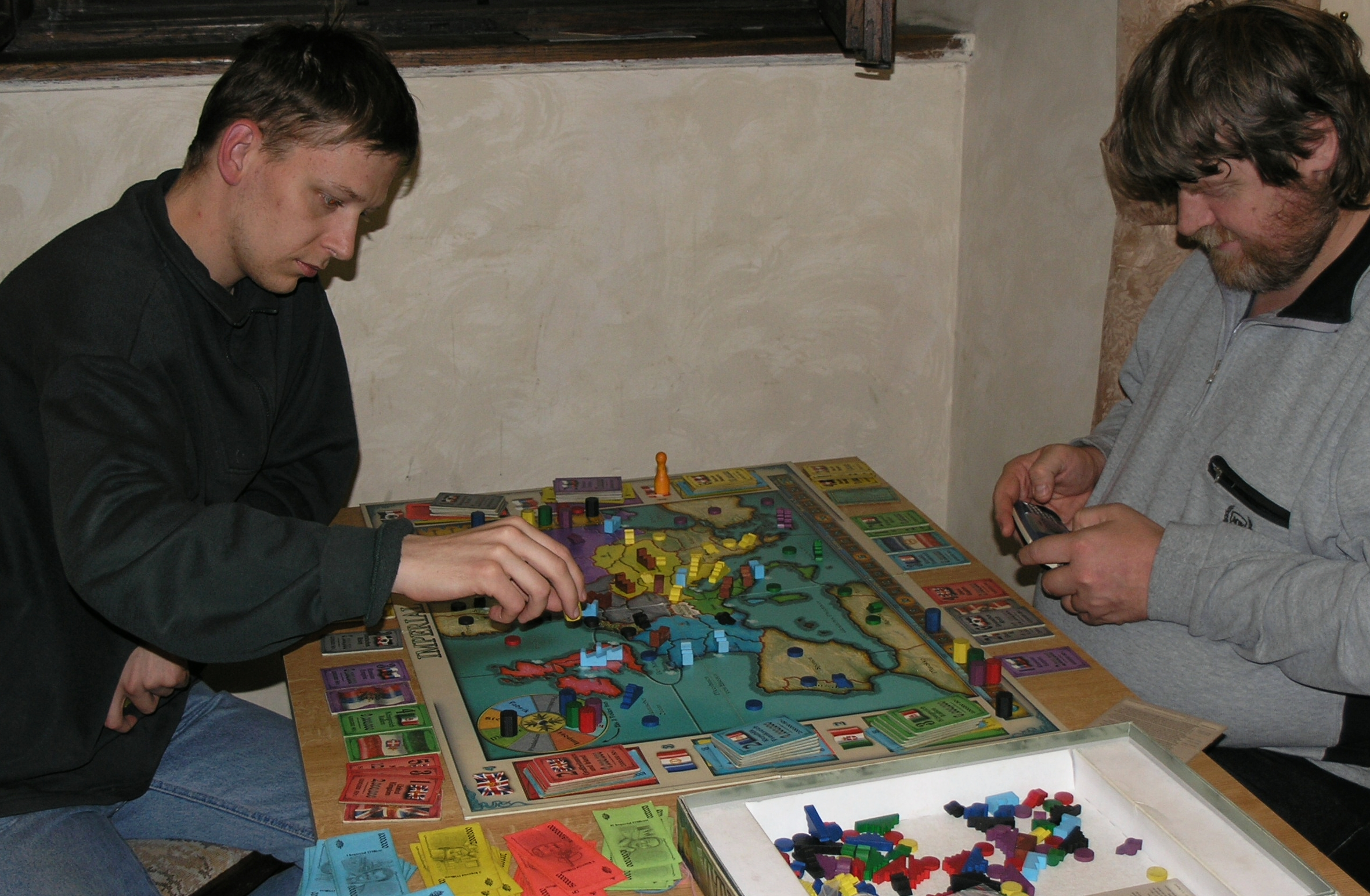
Due giocatori impegnati in una partita

I giocatori impersonano dei ricchi finanzieri che controllano i governi europei attraverso obbligazioni al fine di arricchirsi. Il controllo della maggiore fetta di debito di una potenza permette al giocatore di controllarne le azioni. Elemento chiave del gioco è la netta separazione tra il denaro del giocatore e i soldi presenti nelle casse dei diversi Paesi, da cui i giocatori possono attingere tramite le fasi Investitore (in cui vengono versati gli interessi delle obbligazioni) e Tassazione (che apporta denaro in funzione del numero di fabbriche non occupate, dei territori controllati e delle unità schierate). I giocatori possono guadagnare anche grazie alla carta "Investimento" (che garantisce 2 milioni a chi la possiede quanto attivata), tuttavia bisogna fare in modo che le casse dello Stato che attualmente si controlla non si impoveriscano, altrimenti durante la prima fase di Investimento si è costretti a pagare di tasca propria i dividendi agli avversari.
Ogni Paese deve sostenere, oltre ai costi derivanti dalle obbligazioni, anche le spese militari di reclutamento (solo attraverso l'importazione, poiché la produzione è gratuita) e mantenimento delle unità, insieme alle spese di costruzione delle Fabbriche. Mentre le obbligazioni possedute devono rimanere visibili a tutti, l'ammontare del proprio conto personale può essere mantenuto segreto. Quando un Paese raggiunge 25 punti sulla scala potenza la partita finisce e si determina il vincitore in funzione del denaro posseduto, del valore delle obbligazioni e dei punti sviluppo raggiunti lungo la stessa scala potenza dalle diverse nazioni; il denaro rimasto nelle tesorerie non viene considerato per il computo.

### Unità militari
Le unità militari si muovono in modo simile alle unità del Diplomacy. Le armate possono spostarsi da un territorio di terra ad un altro adiacente e possono essere convogliate attraverso il mare da una o più flotte. Le flotte si muovono sempre per prime, dopodiché si muovono le armate. Ogni potenza ha una rete ferroviaria all'interno dei suoi confini originali attraverso la quale le armate possono spostarsi rapidamente. Le unità nemiche si distruggono l'un l'altra in rapporto 1:1.
Le unità che si spostano attraverso i territori (sia di terra che di mare) delle altre nazioni devono dichiarasi ostili oppure passive: un'unità ostile è posizionata eretta, mentre un'unità passiva è posizionata sdraiata sul fianco. Le armate ostili bloccano la rete ferroviaria e le eventuali Fabbriche presenti sul territorio, impedendone le importazioni, le produzioni e gli spostamenti via treno delle unità. Tre armate ostili possono distruggere una Fabbrica, venendo subito eliminate dal gioco; tuttavia non è permesso agli avversari occupare (o distruggere) tutte le Fabbriche: se ad una potenza rimane una sola Fabbrica, allora le armate nemiche devono obbligatoriamente dichiarasi passive per entrare nel territorio in questione.

### Azioni
In alto a sinistra della plancia una rondella divisa in 8 fette raccoglie le 6 azioni possibili. Durante il proprio turno ogni potenza deve scegliere un'azione muovendo in senso orario la propria pedina sulle diverse fette della rondella: tale movimento è gratuito se la pedina muove fino a tre passi, mentre è previsto un costo di 2 milioni per ogni passo successivo fino al sesto, oltre il quale la pedina non può essere mossa. Le azioni possibili sono: Fabbrica, Produzione, Importazione, Manovra, Investitore e Tassazione.
FabbricaDurante la fase Fabbrica la nazione al costo di 5 milioni può costruire appunto una sola fabbrica che permetterà la costruzione di armate se la città su cui è costruita è di colore marrone, o di flotte se la città è di colore blu. La fabbrica può essere costruita solo nelle città della propria nazione se non vi sono unità nemiche ostili nella stessa regione.
ProduzioneIn questa fase la nazione può produrre gratuitamente per ogni fabbrica non occupata un'armata o una flotta (a seconda della tipologia di fabbrica) nelle rispettive regioni. Le armate nemiche che occupano una fabbrica non possono produrre proprie unità da questi stabilimenti. Tuttavia una fabbrica nemica può essere distrutta da tre armate nella sua stessa regione che vengono immediatamente rimosse dalla plancia, a meno che tale fabbrica non sia l'ultima della nazione avversaria: in tal caso non può essere distrutta.
ImportazioneLa nazione può comprare fino a tre unità al costo di 1 milione l'una da collocare in una qualsiasi regione entro i propri confini nazionali dove non siano presenti unità ostili - le flotte ovviamente possono essere poste solo in regioni costiere. Una stessa regione può accogliere più unità attraverso l'importazione.
ManovraL'azione Manovra permette lo spostamento delle unità e si svolge in tre fasi: dapprima si muovono le flotte e se ne risolvono le battaglie, poi si agisce in ugual modo con le armate ed infine si aggiornano le eventuali conquiste dei territori ponendo una bandiera sugli stessi.
InvestitoreL'azione Investitore si attiva sia se un segnalino termina il suo movimento su di essa sia se il segnalino la supera. Nel primo caso si svolgono tutte le tre fasi, altrimenti viene effettuata prima l'azione della casella raggiunta e poi le fasi 2 e 3 (la fase 1 non viene eseguita). Le tre fasi sono:
1. Pagamento degli interessi: vengono versati gli interessi agli investitori che posseggono obbligazioni della nazione in questione;
2. Attivazione della carta "Investitore": il giocatore che possiede la carta "Investitore" riceve 2 milioni e può investire su qualunque nazione;
3. Attivazione della "Banca svizzera": ogni giocatore che possiede il segnalino "Banca svizzera" e che non possiede la carta "Investitore" può investire su qualunque nazione a sua volta - senza ricevere il bonus di 2 milioni.

Alla fine della terza fase si controllano i crediti dei diversi giocatori per ogni potenza, il cui controllo passerà al giocatore che vanta un credito nei suoi confronti maggiore rispetto a chiunque altro. In caso di pareggio tra più giocatori, il nuovo governatore sarà il più vicino in senso orario a chi possiede la carta "Investitore". Se un giocatore non controlla alcuna potenza riceve il segnalino "Banca svizzera" che perderà nel momento in cui controllerà nuovamente almeno un'altra nazione. Possedere il segnalino "Banca svizzera" permette al suo possessore di impedire agli altri giocatori di sorpassare l'azione Investitore - e di obbligare quindi lo svolgimento della prima fase - solo nel caso in cui le casse di quella data nazione abbiano liquido sufficiente per soddisfare tutti gli interessi. Infine la carta "Investitore" passa al prossimo giocatore in senso orario.
TassazioneL'azione Tassazione si svolge in tre fasi:
1. Tasse e Bonus di successo: alla nazione sono riconosciuti 2 milioni per ogni fabbrica non occupata e 1 milione per ogni sua bandiera sulla plancia - che non vengono ancora incamerati nelle casse della potenza. Tale ammontare viene registrato sulla tabella tasse posta sulla destra della plancia aggiornando opportunamente la posizione del relativo segnalino. Se il segnalino della tabella tasse si sposta verso l'alto il giocatore che governa la nazione riceve un bonus di 1 milione per ogni livello superiore alla precedente valutazione: se il segnalino si sposta verso il basso o non si muove il giocatore non riceve alcun bonus né deve pagare alcunché.
2. Aggiunta dei punti potenza: a seconda di quanti milioni in tasse si sono collezionati la nazione riceve un bonus in punti potenza (da 0 per meno di 6 milioni a 10 per 15 o più milioni) da aggiungere al segnapunti disegnato in basso sul tabellone. La partita termina quando un qualunque segnalino raggiunge i 25 punti potenza. Questi punti sono suddivisi in 6 parti dal valore crescente in punti sviluppo (da 0 a 5) che a fine partita verranno moltiplicati per gli interessi delle obbligazioni della relativa nazione: la somma di questo prodotto con i soldi posseduti dal giocatore determinerà il vincitore della partita.
3. Riscossione del denaro: la nazione percepisce dalla banca la differenza tra le tasse e il costo delle proprie unità sulla plancia (1 milione per unità). Se la differenza è negativa non avviene alcun pagamento.

### La plancia
Ogni potenza ha 5 province in cui possono essere costruite le Fabbriche (una sola per territorio), oltre alle quali vi sono 15 regioni neutrali e 9 regioni di mare. Plancia e Fabbriche sono così suddivise ad inizio partita:
|                                | Austria-Ungheria                              | Italia                                     | Francia                                         | Regno Unito                                          | Germania                                       | Russia                                             | Indipendenti |
| ------------------------------ | --------------------------------------------- | ------------------------------------------ | ----------------------------------------------- | ---------------------------------------------------- | ---------------------------------------------- | -------------------------------------------------- | --- |
| N° regioni                     | 5 (Budapest, Leopoli, Praga, Trieste, Vienna) | 5 (Genova, Firenze, Napoli, Roma, Venezia) | 5 (Brest, Bordeaux, Digione, Marsiglia, Parigi) | 5 (Dublino, Edimburgo, Liverpool, Londra, Sheffield) | 5 (Amburgo, Berlino, Colonia, Danzica, Monaco) | 5 (Kiev, Mosca, Odessa, San Pietroburgo, Varsavia) | 15 (Algeria, Balcani occidentali, Belgio, Bulgaria, Danimarca, Grecia, Marocco, Norvegia, Olanda, Portogallo, Romania, Spagna, Svezia, Tunisi, Turchia) |
| Centri di produzione terrestre | 4 (Budapest, Leopoli, Praga, Vienna)          | 2 (Firenze, Roma)                          | 2 (Digione, Parigi)                             | 1 (Sheffield)                                        | 3 (Berlino, Colonia, Monaco)                   | 2 (Kiev, Varsavia)                                 | 0 (-) |
| Centri di produzione marittimi | 1 (Trieste)                                   | 3 (Genova, Napoli, Venezia)                | 3 (Brest, Bordeaux, Marsiglia)                  | 4 (Dublino, Edimburgo, Liverpool, Londra)            | 2 (Amburgo, Danzica)                           | 3 (Mosca, Odessa, San Pietroburgo)                 | 0 (-) |
| Fabbriche iniziali             | 2 (Budapest, Vienna)                          | 2 (Napoli, Roma)                           | 2 (Bordeaux, Parigi)                            | 2 (Liverpool, Londra)                                | 2 (Amburgo, Berlino)                           | 2 (Odessa, Mosca)                                  | 0 (-) |

La Svizzera è un Paese neutrale che non può essere occupato. Sulla destra della plancia si trova la tabella tasse, in basso la scala potenza suddivisa in punti sviluppo, in alto a sinistra la ruota con le azioni di gioco. Una volta che una nazione raggiunge 25 punti sulla scala potenza la partita finisce.

### Obbligazioni

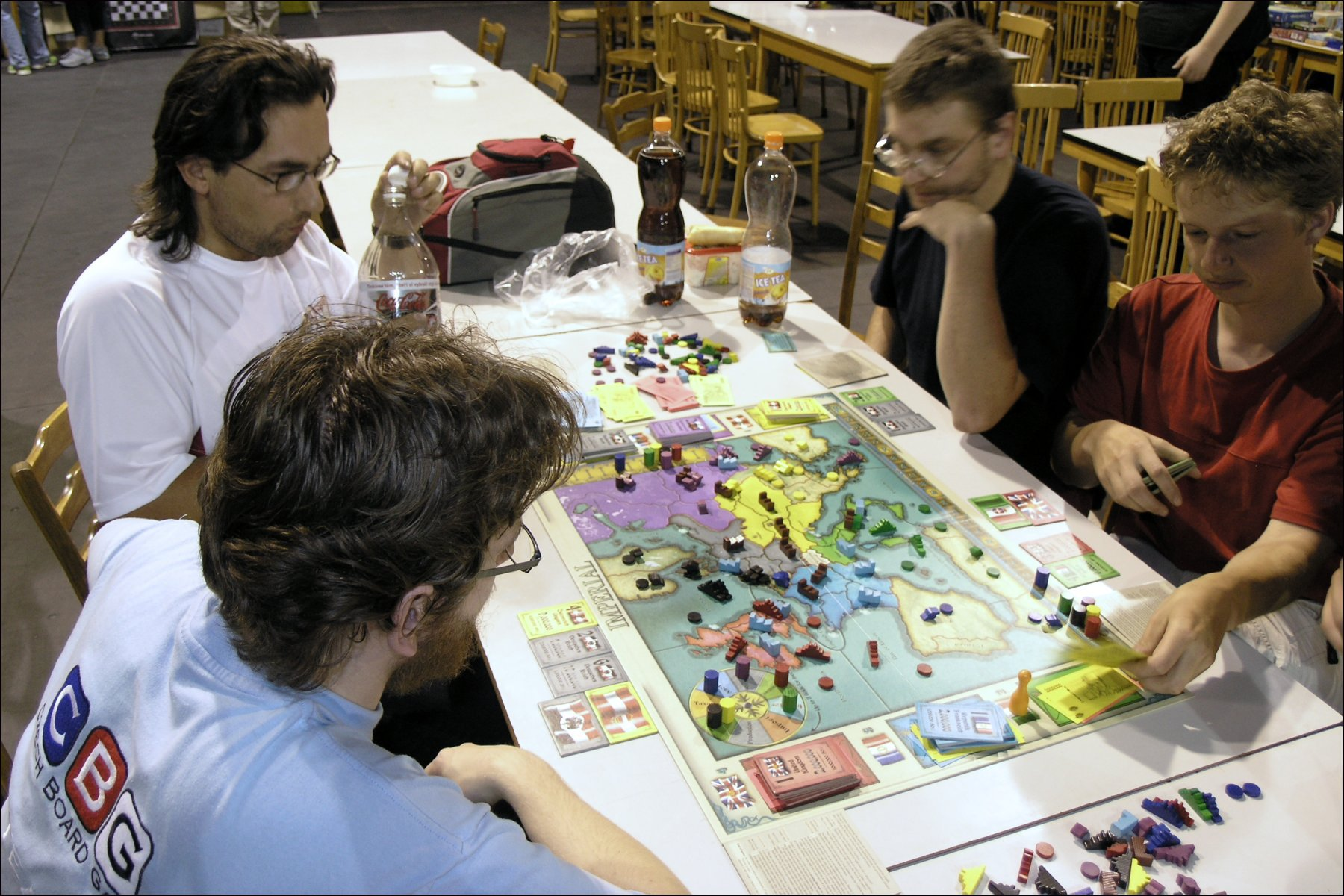
Gruppo di giocatori durante una partita

Nella versione originale, ogni potenza possiede 8 obbligazioni, ma nella terza e ultima versione ne è stata aggiunta una nona.
Il valore delle obbligazioni sono riportate nella seguente tabella:
| Valore | Costo      | Interesse       |
| ------ | ---------- | --------------- |
| 1      | 2.000.000  | 1.000.000 (50%) |
| 2      | 4.000.000  | 2.000.000 (50%) |
| 3      | 6.000.000  | 3.000.000 (50%) |
| 4      | 9.000.000  | 4.000.000 (44%) |
| 5      | 12.000.000 | 5.000.000 (42%) |
| 6      | 16.000.000 | 6.000.000 (38%) |
| 7      | 20.000.000 | 7.000.000 (35%) |
| 8      | 25.000.000 | 8.000.000 (32%) |
| 9      | 30.000.000 | 9.000.000 (30%) |

### Vittoria
Alla fine della partita, si contano i punti vittoria (PV) per determinare il vincitore (1 PV per ogni milione liquido nel proprio portafoglio più il valore di ogni obbligazione posseduta moltiplicato per il fattore di credito raggiunto dalla relativa potenza presente sulla scala sviluppo. Nel caso due o più giocatori condividano lo stesso numero di PV massimo raggiungono la patta.

## Analogie e differenze conDiplomacy
Come anticipato, Imperial si avvicina a Diplomacy sotto alcuni aspetti e se ne discosta sotto altri. Nella tabella sottostante sono raccolte le analogie e differenze tra i due giochi:
| Aspetto    | Diplomacy | Imperial |
| ---------- | --- | --- |
| Scopo      | Conquistare 18 centri di produzione. | Accumulare soldi in termini di denaro liquido e obbligazioni dal valore più o meno elevato in base al moltiplicatore della scala sviluppo di ciascuna potenza. |
| Mappa      | Europa agli inizi del XX secolo: la mappa si estende dal Portogallo all'Armenia e dalla Norvegia (inclusa la Finlandia) al Nord Africa occidentale. | Europa agli inizi del XX secolo: la mappa si estende dal Portogallo alla Turchia occidentale e dalla Norvegia (esclusa la Finlandia) al Nord Africa occidentale. I territori ricordano quelli del Diplomacy. |
| Territori  | 34 delle 56 regioni di terra ospitano un centro di produzione, necessario per costruire e mantenere le unità. I centri non predeterminano la tipologia (armate o flotte) delle future unità da costruire, sapendo che nei centri costieri si possono costruire armate o flotte, negli altri solo armate. I territori senza centri di produzione non contribuiscono ai fini della vittoria, così come le regioni di mare occupate. Una nazione viene sconfitta quando perde l'ultimo centro che possiede. | 30 delle 45 regioni di terra ospitano un centro di produzione, necessario per la sola costruzione delle unità previo acquisto di una Fabbrica. I centri predeterminano la tipologia (armate o flotte) delle future unità da costruire. I territori neutrali (che non hanno centri di produzione) e le regioni di mare contribuiscono ai fini della vittoria attraverso la modifica della scala tassazione e di conseguenza del fattore di credito collegato alla modifica della scala sviluppo. Nessuna potenza può essere eliminata (tutte le nazioni devono possedere almeno un centro di produzione). |
| Turno      | I giocatori scrivono segretamente le mosse delle proprie unità e le rivelano contemporaneamente: di fatto muovono tutti insieme nello stesso momento. Si alternano i turni di Primavera e Inverno: dopo quest'ultimo si aggiorna il numero delle unità dei diversi schieramenti in base al numero dei centri di produzione occupati. | I giocatori muovono seguendo l'ordine predeterminato dalle regole: Austria-Ungheria, Italia, Francia, Regno Unito, Germania, Russia. Poiché più potenze possono essere comandate da un solo giocatore, questi potrebbe trovarsi nella situazione di giocare più turni in un solo round o anche più volte di fila con diverse potenze. |
| Unità      | Armate e flotte. Una sola unità alla volta può occupare un territorio; lo scontro 1:1 provoca un "rimbalzo" mantenendo le unità nelle loro posizioni originali. Le flotte possono entrare nelle regioni costiere. | Armate e flotte. Più unità possono stare nella stessa regione; lo scontro 1:1 porta alla rimozione di entrambe le unità dalla plancia. Le flotte, una volta abbandonato il territorio di partenza, non possono attraccare in nessuna regione di terra. |
| Meccaniche | I giocatori possono stipulare alleanze, tregue, ed effettuare tradimenti al fine di ottenere sempre più centri di produzione; nessun accordo è vincolante. Non è presente alcuna forma monetaria. | I giocatori possono stipulare alleanze, tregue, ed effettuare tradimenti al fine di ottenere un vantaggio sul piano economico e/o militare. Gli accordi verbali non sono vincolanti, mentre vi è la possibilità di stipulare accordi vincolanti su carta. Esiste il denaro in forma liquida e sotto forma di obbligazioni. Non sono consentiti scambi di nessun genere (soldi, unità, obbligazioni, potenze) tra i giocatori. |
| Azioni     | Le azioni sono a completa discrezione del giocatore e per ogni unità sono: Movimento, Supporto (in difesa e in attacco), Convoglio. | Le azioni sono raccolte in una ruota stampata sulla plancia e determinate dal movimento su di essa del segnalino della rispettiva potenza. Le azioni sono: Produzione, Manovre, Tassazione, Fabbriche, Investimento e Importazione. |